# Пріцкер Борис Абрамович
Борис Абрамович Пріцкер (нар. 17 травня 1910, Київ — † 15 липня 1992, Київ) — український архітектор, член Спілки архітекторів СРСР.

## Біографія
Народився 17 травня 1910 у Києві, в родині ремісника. 
1925 року закінчив семирічну трудову школу. 1927 року закінчив 2-гу будівельну Профтехшколу за спеціальністю "технік-будівельник". Працював десятником на будівництві та займався на підготовчих вечірніх курсах при Київському художньому інституті. 
У 1929-1934 роках - студент Київського художнього інституту, потім - Київського інженерно-будівельного інституту, де закінчив архітектурний факультет. Після завершення інституту з 1934 року працював архітектором на будівництві селища ДВРЗ.
У 1936-1937 роках працював у ис«Укрвтавкомі» на Всесоюзній сільськогосподарській виставці, де проектував виставкові павільйони. 
Протягом 1937-1939 років перебуває на військовій службі у місті Чита як архітектор Воєнпроєкту.
У червні 1941 року пішов на фронт, де був командиром роти саперного батальйону на Калінінському, Ленінградському та 2 Прибалтійському фронтах. Перебував на військовій службі до 1946 року. Нагороджений орденом та медалями.
Після завершення 2 Світової війни з 1946 року працював у архітектурній майстерні управління санаторіїв ВЦСПС. З 1950 року - головний архітектор проектів у «Київоблпроекті». За участь у розробці проекту центральної площі міста Переяслав Борису Пріцкеру присуджено Почесна грамота Ради міністрів УРСР та відзначено першою премією за кращі житлові та цивільні будинки, споруджені в УРСР у 1954 році.
За проекти планування і забудови села Кодаки нагороджений дипломом та премією ради міністрів СРСР у 1969 році. 
Борис Пріцкер пішов на пенсію 1973 року, проте і надалі був членом архітектурно-художньої ради при Управлінні Головного архітектора міста Києва.
Помер 15 липня 1992 року у Києві, де і похований.

## Творчість

### Споруди
- Забудова селища ДВРЗ у Києві (житлові будинки: на Алматинській, № 99, 103, 105, 111, 113, 115, Інженера Бородіна, № 7, 9, 10, 11, 12, Волховській № 3, 4, 5, 6, 8, 10, 12/14, Макаренка, № 4, 6 та будинок культури (останній не зберігся)) (1934-1936);
- Виставкові павільйони на Всесоюзній сільськогосподарській виставці (1936-1937);
- Будинок інвалідів та літніх людей у Святошині (1951);
- Клуб Товариства сліпих на вулиці Совській, 52 (нині Проспект Валерія Лобановського, 115) (1951);
- Забудова села Кодаки (1965);

### Проекти
- Будинок відпочинку вагітних жінок у Пуща-Водиці (1946);
- Будинок відпочинку ВЦСПС у селі Горбанівка (1946);
- Соснівський туберкульозний диспансер ВСЦПС (1947);
- Санаторій ВЦСПС у Ворзелі (1949);
- Санаторій ВЦСПС ім. Хрущова у Берегварі (1949);
- Одноденний будинок відпочинку ВЦСПС у Пуща-Водиці (1950);
- Готель на 50 місць у місті Переяслав (1951-1954);
- Житловий будинок на Автостраді, 18 (бл. 1956);
- Проекти забудови міста Целінограда та області (Казахстан) (1960-і);
- Житловий район заводу «Червоний екскаватор» у смт Бородянка (1970);
- Будинок культури трудових резервів у Києві (бульвар Тараса Шевченка, 27);
- Одноденний будинок відпочинку ВЦСПС на Трухановому острові;
- Їдальня будинку відпочинку ВЦСПС у місті Немирів.

## Публікації
- Пріцкер Б, Гіммельфарб І. У сосновому бору - соціалістичне містечко Дарницького вагоноремонтного заводу // Соціалістичний Київ. - 1935, № 6, с. 26-27.